# A Seychelle-szigetek az 1996. évi nyári olimpiai játékokon
A Seychelle-szigetek az egyesült államokbeli Atlantában megrendezett 1996. évi nyári olimpiai játékok egyik részt vevő nemzete volt. Az országot az olimpián 5 sportágban 9 sportoló képviselte, akik érmet nem szereztek.

## Atlétika
Férfi
| Versenyző  | Versenyszám | Selejtező | Selejtező | Döntő    | Döntő    |
| Versenyző  | Versenyszám | Eredmény  | Helyezés  | Eredmény | Helyezés |
| ---------- | ----------- | --------- | --------- | -------- | -------- |
| Paul Nioze | Hármasugrás | 15,63 m   | 39.       | kiesett  | kiesett  |

Női
| Versenyző    | Versenyszám | Selejtező | Selejtező | Döntő    | Döntő    |
| Versenyző    | Versenyszám | Eredmény  | Helyezés  | Eredmény | Helyezés |
| ------------ | ----------- | --------- | --------- | -------- | -------- |
| Beryl Laramé | Távolugrás  | 388 cm    | 37.       | kiesett  | kiesett  |

## Ökölvívás
| Versenyző      | Versenyszám   | Selejtező                  | Nyolcaddöntő                 | Negyeddöntő                  | Elődöntő          | Döntő             | Helyezés |
| Versenyző      | Versenyszám   | Ellenfél Eredmény          | Ellenfél Eredmény            | Ellenfél Eredmény            | Ellenfél Eredmény | Ellenfél Eredmény | Helyezés |
| -------------- | ------------- | -------------------------- | ---------------------------- | ---------------------------- | ----------------- | ----------------- | -------- |
| Gerry Legras   | Kisváltósúly  | Dario Esalas (COL) · 26–12 | Babak Moghimi (IRI) · 7–16   | kiesett                      | kiesett           | kiesett           | 9.       |
| Rival Cadeau   | Nagyváltósúly | Jorge Silva (BRA) · 22–7   | Ashiakwei Aryee (GHA) · 18–6 | Karim Toʻlaganov (UZB) · RSC | kiesett           | kiesett           | 5.       |
| Roland Raforme | Félnehézsúly  | Troy Amos-Ross (CAN) · KO  | kiesett                      | kiesett                      | kiesett           | kiesett           | 17.      |

RSC - a játékvezető megállította a mérkőzést

## Súlyemelés
| Versenyző     | Versenyszám | Szakítás | Szakítás | Lökés    | Lökés    | Összesen | Helyezés |
| Versenyző     | Versenyszám | Eredmény | Helyezés | Eredmény | Helyezés | Összesen | Helyezés |
| ------------- | ----------- | -------- | -------- | -------- | -------- | -------- | -------- |
| Steven Baccus | 83 kg       | 115,0    | 18.*     | 145,0    | 18.      | 260,0    | 18.      |

* - egy másik versenyzővel azonos eredményt ért el

## Úszás
Férfi
| Versenyző     | Versenyszám | Előfutam | Előfutam | Előfutam | Döntő   | Döntő   | Döntő   | Helyezés |
| Versenyző     | Versenyszám | Idő      | Hely.    | Össz.    | Típus   | Idő     | Hely.   | Helyezés |
| ------------- | ----------- | -------- | -------- | -------- | ------- | ------- | ------- | -------- |
| Kenny Roberts | 100 m gyors | 52,89    | 2.       | 52.      | kiesett | kiesett | kiesett | kiesett  |

## Vitorlázás
Férfi
| Versenyző      | Versenyszám     | Futam | Futam | Futam | Futam | Futam | Futam | Futam | Futam | Futam | Pontszám | Helyezés |
| Versenyző      | Versenyszám     | 1     | 2     | 3     | 4     | 5     | 6     | 7     | 8     | 9     | Pontszám | Helyezés |
| -------------- | --------------- | ----- | ----- | ----- | ----- | ----- | ----- | ----- | ----- | ----- | -------- | -------- |
| Jonathan Barbe | Szörfvitorlázás | (43)  | 42    | 41    | 36    | 40    | 41    | 36    | 42    | (44)  | 278,0    | 44.      |

Nyílt
| Versenyző   | Versenyszám | Futam | Futam | Futam | Futam  | Futam | Futam | Futam | Futam | Futam | Futam | Futam | Pontszám | Helyezés |
| Versenyző   | Versenyszám | 1     | 2     | 3     | 4      | 5     | 6     | 7     | 8     | 9     | 10    | 11    | Pontszám | Helyezés |
| ----------- | ----------- | ----- | ----- | ----- | ------ | ----- | ----- | ----- | ----- | ----- | ----- | ----- | -------- | -------- |
| Allan Julie | Laser       | 22*   | 36    | 27    | (57**) | 38    | 44    | (47)  | 42    | 34    | 35    | 27    | 305,0    | 38.      |

* - bírók által adott pontszám

** - nem ért célba